# Sürßen
Sürßen ist ein Ortsteil der Stadt Dohna im Landkreis Sächsische Schweiz-Osterzgebirge in Sachsen. Er gehört zur Ortschaft Röhrsdorf.

## Geographie
Sürßen liegt etwa 1,5 Kilometer westlich der Dohnaer Altstadt. Es befindet sich auf der Hochfläche zwischen Müglitz im Osten und Lockwitzbach im Westen südlich des Elbtalkessels. Sürßen befindet sich an einem kleinen Bach, der nach Osten durch den Sürßengrund zur Müglitz hin abfließt. Der Spargrundbach markiert die südliche Flurgrenze. Dort hat Sürßen außerdem Anteil am Naturschutzgebiet „Spargründe bei Dohna“. Der um Borthen und Röhrsdorf betriebene Obstbau prägt auch Sürßen und sein unmittelbares Umland.
Angrenzende Dohnaer Ortsteile sind Tronitz im Südwesten, Gorknitz in unmittelbarer nördlicher Nachbarschaft sowie das Dohnaer Stadtzentrum im Nordosten. Südöstlich benachbart sind die Müglitztaler Ortsteile Falkenhain und Ploschwitz. Nächster Ort in südlicher Richtung ist das ebenfalls zur Gemeinde Müglitztal gehörende Crotta.
In Sürßen treffen Straßen aus Richtung Dohnaer Stadtzentrum, Tronitz und Bosewitz aufeinander. Die Adresse der Häuser lautet wegen der geringen Größe des Ortes schlicht Sürßen, ergänzt durch die jeweilige Hausnummer. Eine direkte ÖPNV-Anbindung besitzt Sürßen nicht; im rund 500 Meter entfernten Gorknitz hält die Linie B des Reisedienstes Dreßler.

## Geschichte

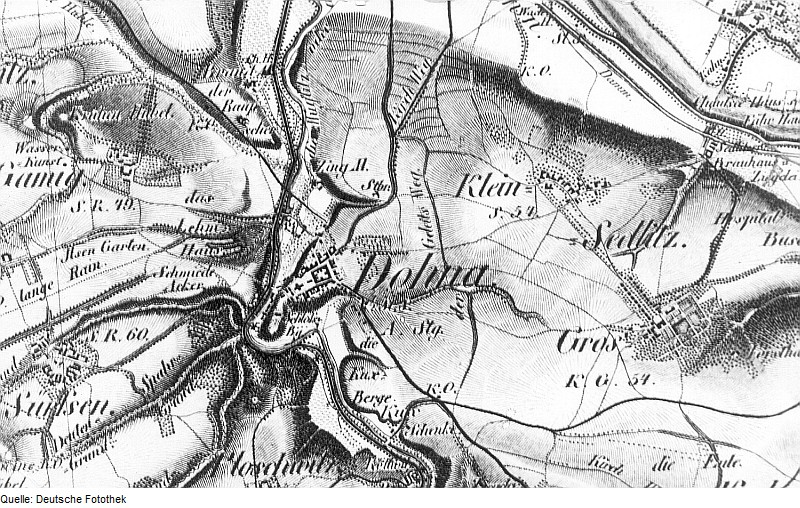
Sürßen auf einer Karte aus dem 19. Jahrhundert

Der aus dem Slawischen stammende Ortsname geht auf *siŕšeń, das altsorbische Wort für Hornisse, zurück und bedeutet somit „Dorf, bei/in dem es (viele) Hornissen gibt“. Wahrscheinlich handelt es sich um einen Spottnamen, den der Ort möglicherweise wegen besonders zudringlicher Einwohner erhielt. Erstmals erwähnt wurde der Ortsname 1289 als Teil des Personennamens „Fridericus Sursen“, so dass Historiker annehmen, dass sich zu dieser Zeit ein Herrensitz in Sürßen befand. Weitere Urkunden nennen 1311 einen „Frisco von Sorsen“ und 1350 einen „Bernhardus de Suersen“. Die heutige Schreibweise des Ortes taucht bereits 1445/47 erstmals auf. Bis Anfang des 17. Jahrhunderts waren jedoch auch noch viele andere Schreibweisen in Gebrauch, darunter „Zschorrßen“, „Zschurrschen“, „Sirschen“, „Surschen“ und „Sirßen“.
Sürßen entstand aus zwei Rundlingen, weshalb die Dorfanlage auch als Doppelrundling bezeichnet wird. Der Ort liegt innerhalb einer 278 Hektar großen Blockflur mit 13 bis 14 Hufen. Zunächst war er im Besitz der Burggrafen von Dohna. Von 1321 bis 1406 war Sürßen als Allod des Klosters Altzella bei Nossen ausgewiesen. Im Jahre 1548 war Sürßen ein Amtsdorf, auch der Rat zu Dresden besaß damals einige Anteile daran. Im 16. Jahrhundert belehnte Kurfürst Johann Georg I. Joachim von Loß auf Pillnitz und Schönfeld, einen Sohn von Christoph von Loß dem Jüngeren, mit Sürßen sowie Mügeln und Heidenau. Die Herren von Bünau erbten das Rittergut und verkauften es 1649 an Rudolph von Neitschütz.
Im Jahre 1683 kaufte der Appellations- und Oberkonsistorialrat Dr. Adam Christoph Jacobi den Gutsbesitz. Sürßen galt 1764 als trockenes Rittergut. Dies bedeutet, dass es im Ort keinen Herrschaftssitz mit Wohn- und Wirtschaftsgebäuden mehr gab, die grund- und gerichtsherrlichen Befugnisse der Gutsbesitzer jedoch noch bestanden. Noch bis 1823 verblieb Sürßen im Familienbesitz der Jacobis, dann wurde es an Dr. August Ferdinand Hauschild vererbt. Im Jahre 1835 gab es einen großen Dorfbrand, dem acht Güter, ein Garten, das Gemeindehaus mit Schule und die Schmiede zum Opfer fielen. Letzte Gutsherren waren ab 1838 bis nach 1860 die Mitglieder der Familie von Globig. Noch im 19. Jahrhundert hörte das Rittergut dann auf zu existieren.
Die Verwaltung von Sürßen oblag zunächst der Pflege Dohna, seit dem 16. Jahrhundert dem Amt Pirna und 1856 dann dem Gerichtsamt Pirna. Auf Grundlage der Landgemeindeordnung von 1838 erlangte Sürßen Selbstständigkeit als Landgemeinde. Diese war 1874 Teil der Amtshauptmannschaft Pirna. Am 1. Juli 1950 wurde Sürssen (damalige Schreibweise) nach Gorknitz eingemeindet und zählte mit diesem ab 1952 zum Kreis Pirna. Am 1. Januar 1993 fusionierte die Gemeinde Gorknitz mit Borthen und Röhrsdorf zur neuen Gemeinde Röhrsdorf. Seit deren Eingemeindung in die Stadt Dohna zum 1. Januar 1999 gehört Sürßen zu Dohna. In die dortige Marienkirche war und ist der Ort auch eingepfarrt.

## Einwohnerentwicklung
| Jahr    | Einwohner                               |
| ------- | --------------------------------------- |
| 1548/51 | 13 besessene Mann, 30 Inwohner          |
| 1764    | 13 besessene Mann, 4 Gärtner, 2 Häusler |
| 1834    | 146                                     |
| 1871    | 144                                     |
| 1890    | 167                                     |
| 1910    | 217                                     |
| 1925    | 214                                     |
| 1939    | 177                                     |
| 1946    | 214                                     |
| 1950    | siehe Gorknitz                          |